# 핀란드의 제2교육장관
핀란드의 문화체육장관(핀란드어: Suomen kulttuuri- ja urheiluministeri 수오멘 쿨투리 야 우르헤일루미니스테리[*])은 핀란드 국가평의회에 입각하는 각료로, 직제상 문교부에 속한다. 문교부에서 교육장관 다음가는 정무직이기 때문에 제2교육장관(핀란드어: toinen ministeri opetusministeriössä 토이넨 미니스테리 오페투스미니스테리외새[*])이라고도 한다.
문화체육장관은 1980년 제2차 카랼라이넨 내각에서 교육부장관(핀란드어: Ministeri opetusministeriössä 미니스테리 오페투스미니스테리외새[*])으로 신설되었다. 이후 1999년 문화장관(핀란드어: Kulttuuriministeri 쿨투리미니스테리[*])으로 승격 및 개칭되었다가, 2007년 제2차 반하넨 내각 때 현재의 "문화체육장관"으로 개칭되었다. 2019년 린네 내각 때부터는 학술문화장관(핀란드어: tiede- ja kulttuuriministeri)을 칭한다.
2014년 이후 문화체육장관은 대개 다른 각료가 겸직하며, 겸직한 각료의 공식 직함도 그에 맞추어 변하는 경향이 있다.
| 역대 부장관                                                              | 역대 부장관                                                | 역대 부장관                                                | 역대 부장관                                                | 역대 부장관                                                |
| 교육부장관( ministeri opetusministeriössä : 1970년-1999년)               | 교육부장관( ministeri opetusministeriössä : 1970년-1999년) | 교육부장관( ministeri opetusministeriössä : 1970년-1999년) | 교육부장관( ministeri opetusministeriössä : 1970년-1999년) | 교육부장관( ministeri opetusministeriössä : 1970년-1999년) |
| 각료                                                                     | 정당                                                       | 정당                                                       | 임기                                                       | 내각                                                       |
| ------------------------------------------------------------------------ | ---------------------------------------------------------- | ---------------------------------------------------------- | ---------------------------------------------------------- | ---------------------------------------------------------- |
| 메리 시르카 칼라바이넨                                                   |                                                            | 사회민주당                                                 | 1970년 7월 15일-1971년 10월 29일 (472일)                   | 제2차 카랼라이넨                                           |
| 요우코 유하니 튀리                                                       |                                                            | 무소속                                                     | 1971년 10월 29일-1972년 2월 23일 (118일)                   | 제2차 아우라                                               |
| 펜티 비흐토리 홀라파                                                     |                                                            | 사회민주당                                                 | 1972년 2월 23잉ㄹ-1972년 9월 4일 (195일)                   | 제2차 파시오                                               |
| 헬미 마랴타 배내넨                                                       |                                                            | 중앙당                                                     | 1972년 9월 4일-1975년 6월 13일 (1,013일)                   | 제1차 소르사                                               |
| 칼레비 요하네스 키비스퇴                                                 |                                                            | 인민민주동맹                                               | 1975년 11월 30일-1876년 9월 29일                           | 제2차 미에투넨                                             |
| 칼레비 요하네스 키비스퇴                                                 | 1977년 5월 15일-1979년 5월 26일                            | 인민민주동맹                                               | 제2차 소르사                                               |                                                            |
| 칼레비 요하네스 키비스퇴                                                 | 1979년 5월 26일-1982년 2월 19일                            | 인민민주동맹                                               | 제2차 코이비스토                                           |                                                            |
| 카리나 엘리사베트 수오니오                                               |                                                            | 사회민주당                                                 | 1982년 2월 19일-1982년 12월 31일 (316일)                   | 제3차 소르사                                               |
| 아르보 야코 헨리크 살로                                                  |                                                            | 사회민주당                                                 | 1982년 12월 31일-1983년 5월 6일 (127일)                    | 제3차 소르사                                               |
| 구스타브 비외륵스트란드                                                  |                                                            | 스웨덴인당                                                 | 1983년 5월 6일-1987년 4월 30일 (1,456일)                   | 제4차 소르사                                               |
| 아나리사 카수리넨                                                        |                                                            | 사회민주당                                                 | 1987년 4월 30일-1991년 4월 26일 (1,458일)                  | 홀케리                                                     |
| 튀티 마리아 이소호카나아수마                                             |                                                            | 중앙당                                                     | 1991년 4월 26일-1995년 4월 13일 (1,449일)                  | 아호                                                       |
| 클라에스 요한 루돌프 안데르손                                            |                                                            | 좌파동맹                                                   | 1995년 4월 13일-1998년 9월 4일 (1,241일)                   | 제1차 리포넨                                               |
| 수비아네 시메스                                                          |                                                            | 좌파동맹                                                   | 1998년 9월 4일-1999년 4월 15일 (224일)                     | 제1차 리포넨                                               |
| 역대 장관                                                                |                                                            |                                                            |                                                            |                                                            |
| 문화장관( kulttuuriministeri : 1999년-2007년) [ 3 ]                      |                                                            |                                                            |                                                            |                                                            |
| 각료                                                                     | 정당                                                       | 정당                                                       | 임기                                                       | 내각                                                       |
| 수비 헬미 텔레르보 린덴                                                  |                                                            | 국민연합당                                                 | 1999년 4월 15일-2002년 6월 5일 (1,148일)                   | 제2차 리포넨                                               |
| 카리나 리트바 드롬베르그                                                 |                                                            | 국민연합당                                                 | 2002년 6월 5일-2003년 4월 17일 (317일)                     | 제2차 리포넨                                               |
| 타냐 텔레르보 사렐라                                                     |                                                            | 중앙당                                                     | 2003년 4월 17일-2003년 6월 24일 (68일)                     | 얘텐매키                                                   |
| 타냐 텔레르보 사렐라                                                     | 2003년 6월 24일-2007년 4월 19일 (1,464일)                  | 중앙당                                                     | 제1차 반하넨                                               |                                                            |
| 문화체육장관( kulttuuri- ja urheiluministeri : 2007년-현재) [ 4 ]        |                                                            |                                                            |                                                            |                                                            |
| 각료                                                                     | 정당                                                       | 정당                                                       | 임기                                                       | 내각                                                       |
| 스테판 에리크 발린                                                       |                                                            | 스웨덴인당                                                 | 2007년 4월 19일-2010년 6월 22일 (1,161일)                  | 제2차 반하넨                                               |
| 스테판 에리크 발린                                                       | 2010년 6월 22일-2011년 6월 22일 (365일)                    | 스웨덴인당                                                 | 키비니에미                                                 |                                                            |
| 파보 에르키 아르힌매키                                                   |                                                            | 좌파동맹                                                   | 2011년 6월 22일-2014년 4월 4일 (1,017일)                   | 카타이넨                                                   |
| 문화주거장관 (kulttuuri- ja asuntoministeri) 피아 비타넨                 |                                                            | 사회민주당                                                 | 2014년 4월 4일-2014년 6월 24일 (81일)                      | 카타이넨                                                   |
| 문화주거장관 (kulttuuri- ja asuntoministeri) 피아 비타넨                 | 2014년 6월 24일-2015년 5월 29일 (339일)                    | 사회민주당                                                 | 스투브                                                     |                                                            |
| 교육문화장관 (opetus- ja kulttuuriministeri) 사니 그라흔라소넨           |                                                            | 국민연합당                                                 | 2015년 5월 29일-2017년 5월 5일 (1,341일)                   | 시필래                                                     |
| 유럽문화체육장관 (eurooppa-, kulttuuri- ja urheiluministeri) 삼포 테르호 |                                                            | 핀인당                                                     | 2017년 5월 5일-현재                                        | 시필래                                                     |
| 유럽문화체육장관 (eurooppa-, kulttuuri- ja urheiluministeri) 삼포 테르호 | 청색미래당                                                 |                                                            | 2017년 5월 5일-현재                                        | 시필래                                                     |